# Жермефонтен
Жермефонтен (фр. Germéfontaine) насеље је и општина у источној Француској у региону Франш-Конте, у департману Ду која припада префектури Безансон.
По подацима из 2011. године у општини је живело 125 становника, а густина насељености је износила 11,2 становника/km². Општина се простире на површини од 11,16 km². Налази се на средњој надморској висини од 650 метара (максималној 821 m, а минималној 649 m).

## Демографија
| 1962. | 1968. | 1975. | 1982. | 1990. | 1999. | 2011. |
| ----- | ----- | ----- | ----- | ----- | ----- | ----- |
| 155   | 161   | 162   | 139   | 111   | 100   | 125   |

График промене броја становника у току последњих година